# Lahar (Índia)
|  | Per a altres significats, vegeu «Lahar (desambiguació)». |

Lahar és una ciutat i nagar panchayat i abans fortalesa, a Madhya Pradesh, actualment al districte de Bhind, i abans a l'antic estat de Gwalior. La població al cens del 2001 era de 28.250 habitants. És a 10 km a l'est de la riba dreta o oriental del riu Sind, a uns 80 km a l'est de la fortalesa de Gwalior.
La seva importància deriva de la batalla que s'hi va lliurar el 1780. El capità Popham amb 2.400 infants i un petit cos de cavalleria i artilleria, va assetjar la fortalesa que el rana de Gohad (que volia expulsar de la fortalesa als marathes quan més aviat millor) havia dit que era dèbil però que va resultar molt més fort de l'esperat. L'artilleria va tenir poc efecte i els atacs previs no van tenir èxit; el comandant britànic va decidir un atac desesperat; amb extraordinaris esforços els britànics van poder entrar i en la lluita cos a cos hi va haver moltes baixes doncs els marathes lluitaven també amb desesperació. Finalment els 500 homes de la guarnició foren aniquilats i només quedava el comandant (kiladar) i alguns dels seus homes, que es van rendir. Els britànics van perdre 125 homes.